# Актрык
Актрык — исчезнувшее село в Лаганском районе Республики Калмыкия. Село располагалось в приморской полосе Прикаспийской низменности примерно в 7 км в юго-западном направлении от города Лагань, на равном расстоянии между сёлами Мангут и Тепка.

## История
Дата основания не установлена. Село Актрык передано Калмыцкой автономной области 9 мая 1927 года. Впервые отмечено на американской военной карте окрестностей Астрахани 1943 года. 28 декабря 1943 года калмыцкое население села было депортировано. Последний раз село отмечено на международной карте 1964 года, однако можно предположить, что к этому времени населённый пункт уже исчез.